# André Eve
André Eve, nacido el 18 de agosto de 1931 en la región parisiense, y fallecido el 2 de agosto de 2015 en Pithiviers-le-Vieil, es un viverista, rosalista y obtentor francés.
La empresa que él creó «Les Roses Anciennes André Eve», es un negocio familiar de horticultura francés fundado en 1958. La empresa se define como un "creador de rosas modernas-conservador de rosas antiguas."

## Historia
El hijo de un agricultor de Pontoise, André Eve dejó la escuela a los trece años. En 1958, compró los viveros "Robichon" en Pithiviers.
En 1968 creó su primera variedad 'Sylvie Vartan'.® en honor de la cantante Sylvie Vartan. Su primera prueba 'evesylva', demuestra ser un golpe maestro. 
En 1978, se compró una casa y comenzó a diseñar su jardín, que se abre a los visitantes para los amigos. Viaja por Francia y en el extranjero, recupera decenas de variedades entre los coleccionistas o las rosaledas. 
En 1983, un artículo aparecido en « Mon jardin, ma maison, » (mi jardín, mi casa) causará una locura por estas viejas rosas y por su patrocinador. 
Los pedidos de estas rosas antiguas le llegan en gran número a André. 
En 1985 ve la impresión del primer catálogo de « Roses anciennes André Eve », una lista simple de describir cuidadosamente de 275 variedades, incluyendo 60 variedades botánicas.
Cada año, el catálogo se enriquece y las primeras imágenes aparecen. Actualmente cuenta con 100 páginas y más de 600 variedades.
Para hacer frente a este éxito, André se trasladó en 1990 a un lugar llamado Morailles situado al sur de Pithiviers y alrededor de la explotación crea un nuevo jardín. 
En el año 2000, se retiró, sin dejar de ofrecer su valioso y amable asesoramiento; sin embargo continuó cultivando su jardín de Morailles, al sur de Pithiviers.
Deja espacio para Guy André, con una larga trayectoria de hibridador de rosas que dan un nuevo impulso a la creación de nuevas variedades. Desde 2012, un nuevo equipo se hizo cargo de mantener el espíritu de André. 
André Eve es reconocido como especialista en la conservación y el redescubrimiento de viejas rosas. André Eve es especialmente el obtentor de las rosas « 'Prestige de Bellegarde'. », « 'Rose des blés'. », « 'Carla Fineschi'. », « 'L’Auberge de l’Ill'. », y de un rosal liana-trepador « 'Suzon'. ».
André Eve es el creador en 2004 de la rosaleda de La Possonnière, en los jardines de la casa natal de Pierre de Ronsard en Couture-sur-Loir.
La calle donde está instalada la rosaleda fue bautizada « rue André Eve » en 2005. Seiscientas variedades de rosas están disponibles en la rosaleda de Pithiviers-le-Vieil.

## Conservatorio
Sus viveros y sus jardines conservatorios, « Les Roses Anciennes André Eve », son visitables en Pithiviers-le-Vieil, en Francia. Este vivero es uno de los que conserva y difunde : 
- Las variedades botánicas como Rosa banksiae var. lutea o  Rosa chinensis var. mutabilis
- Las variedades históricas como « 'Blush noisette'. », « 'Madame Alfred Carrière'. », « 'Albertine'. », « 'New Dawn'. », « 'Gruss an Aachen'. » (considerada como la rosa antigua más bella en el año 2000).
- Las variedades antiguas olvidadas como « 'Baron Gonella'. » (Jean-Baptiste Guillot) o « 'Monsieur de Morand'. » (Schwartz)

Rosas conservadas o creadas por André Eve
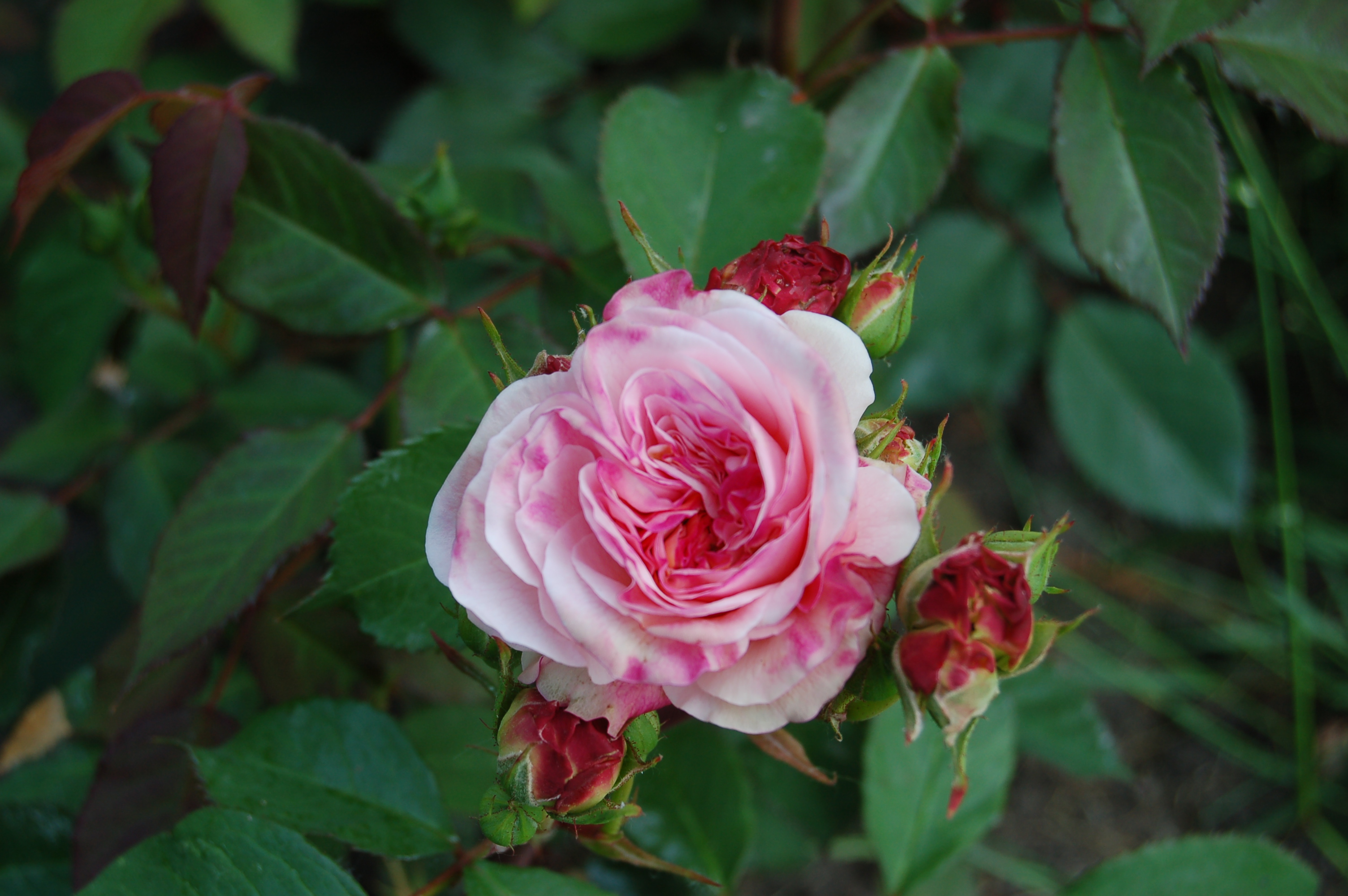
La variedad histórica 'Gruss an Aachen'. 1909.
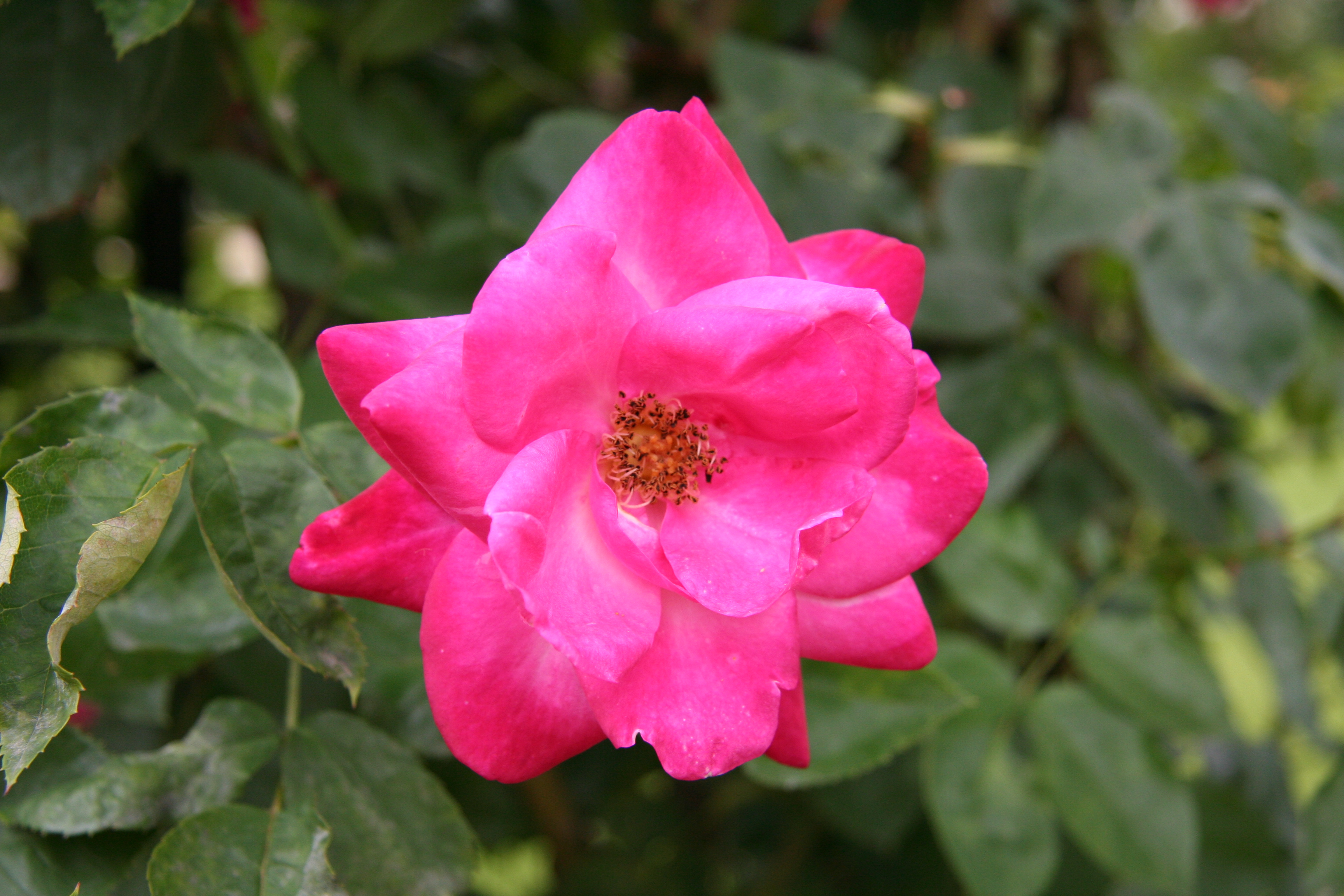
'Albert Poyet'., 1979
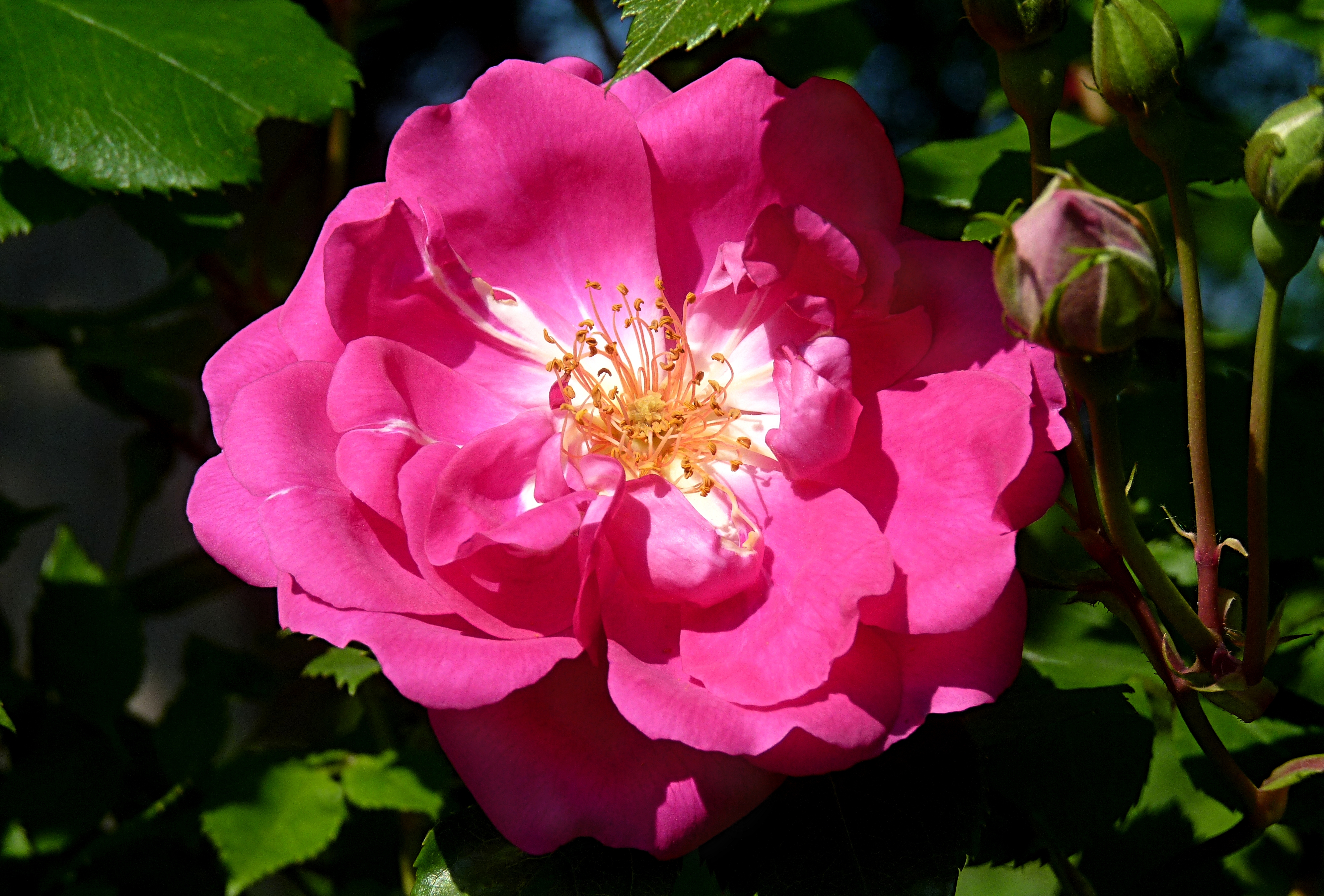
'Madame Solvay'., 1992